# حنجر الرصراص

تعديل مصدري - تعديل

تجمع حنجر الرصراص هو "تجمع بدوي" في  عزلة أحور بمديرية أحور التابعة لمحافظة أبين، بلغ تعداد سكانها 253 نسمة حسب تعداد اليمن لعام 2004.